# Hoabinhiano
O termo cultural hoabinhiano (em vietnamita: Văn Hóa Hoa Binh, em francês: "Cultura de Hoa Binh", em inglês: hoabinhian) foi usado pela primeira vez por arqueólogos franceses que trabalhavam no norte do Vietnã, para descrever o período arqueológico Holoceno, explorado a partir de escavações em uma rocha naquela região do país. O adjetivo em inglês, Hoabinhian, tornou-se um termo comum na literatura inglesa para descrever pedras e artefatos deste período no Sudeste da Ásia, que contêm em flocos, calçada artefatos, datados de c. 10,000-2000 a.C. O termo foi originalmente usado para se referir a um determinado grupo étnico, restrito a um período de tempo limitado, com uma economia distintiva de subsistência e tecnologia. Os trabalhos mais recentes (por exemplo, Shoocongdej 2000) usam o termo para se referir a artefatos e utensílios com determinadas características formais.
Bacsonian é frequentemente considerado como uma variação de Hoabinhian, caracterizado por uma maior freqüência de artefatos em comparação com artefatos Hoabinhian de épocas anteriores, datados de c. 8000-4000 a.C.